# Abraxas (náboženství)
Abraxas nebo Abrasax (starořecky Αβρασαξ, Abrasax) je koptské tajemné jméno boha v představách starověké gnostické skupiny basileidovců. Má se jednat o velkého archonta neboli vládce (knížete), významného nižšího boha (mocnost). Abraxas má představovat demiurga neboli židovského boha stvořitele ze Starého zákona, který si gnostici vykládali po svém. V představách gnostiků je bůh stvořitel (demiurg) pánem hmotného světa, který není totožný s nejvyšším Bohem ani s Kristem. Dle některých výkladů má jméno Abraxas odkazovat na čtveřici písmen JHVH.
Abraxas byl symbolicky vyobrazován na antických řeckých a římských gemách (amuletech) vždy v hybridní antropomorfní podobě zvané anguipes, stvoření kombinující lidskou podobu se zvířecí. Postava se vždy vyznačuje lidským trupem s hlavou kohouta a dvěma hady místo nohou, v jedné ruce svírá bič, v druhé kulatý štít. Jméno Abraxas je také spjato s magickou formulí slova abrakadabra.

## Výklad

### Basileidovci
Egyptský gnostik Basileidés (kolem roku 130 n. l.) označuje pojmem Abraxa významnou božskou bytost nižšího řádu, velkého archonta (megas archōn), prvního z 365 archontů (vládců neboli knížat), kteří v sestupném řádu reprezentují časovou a prostorovou vzdálenost mezi hmotným světem a Nezrozeným Bohem, jež poslal na svět Ježíše Krista (jehož gnostici považovali za ducha). Dle gnostiků byl Kristus dokonalé duchovní podstaty, ale vzal na sebe hmotné tělo, aby se mohl projevit. Jeho cílem bylo ukázat lidstvu cestu z nevědomosti skrze své učení a takto jej spasit, nikoli spásu přinést skrze vlastní oběť smrtí na kříži jak to chápou a učí křesťané. Gnostický učitel Basileidés a jeho následovníci chápali Abraxa jako demiurga, tedy nižšího boha, a ztotožňovali jej s bohem Židů ze Starého zákona, stvořitelem světa a člověka, jehož skutečné jméno je Iao nebo též Sabaoth. Židovský stvořitel není v představách gnostiků slučitelný s nejvyšším Bohem ani s Kristem. 
Abraxas basileidovců v sobě reprezentuje Dobro i Zlo, v jedné entitě uctívané božstvo i obávaný démon. Z této bytosti pak vychází pět prasil: duch, slovo, prozřetelnost, moudrost a moc. Abraxas je jedním z archontů, skupiny nižších planetárních božstev, kteří mají obecně v gnosticismu funkci vládců tohoto světa. Ti pak duším brání opustit hmotný svět a dosáhnout Boha Otce.

### Další starověcí autoři

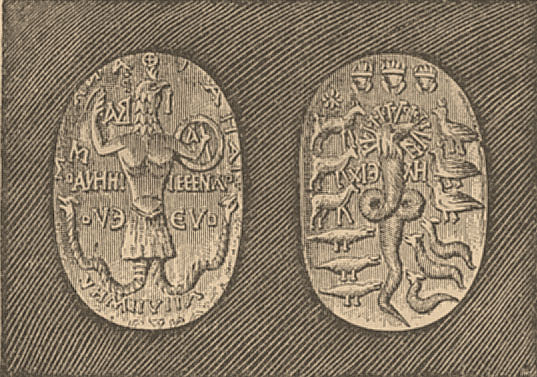
Oboustranná rytina na drahokamu

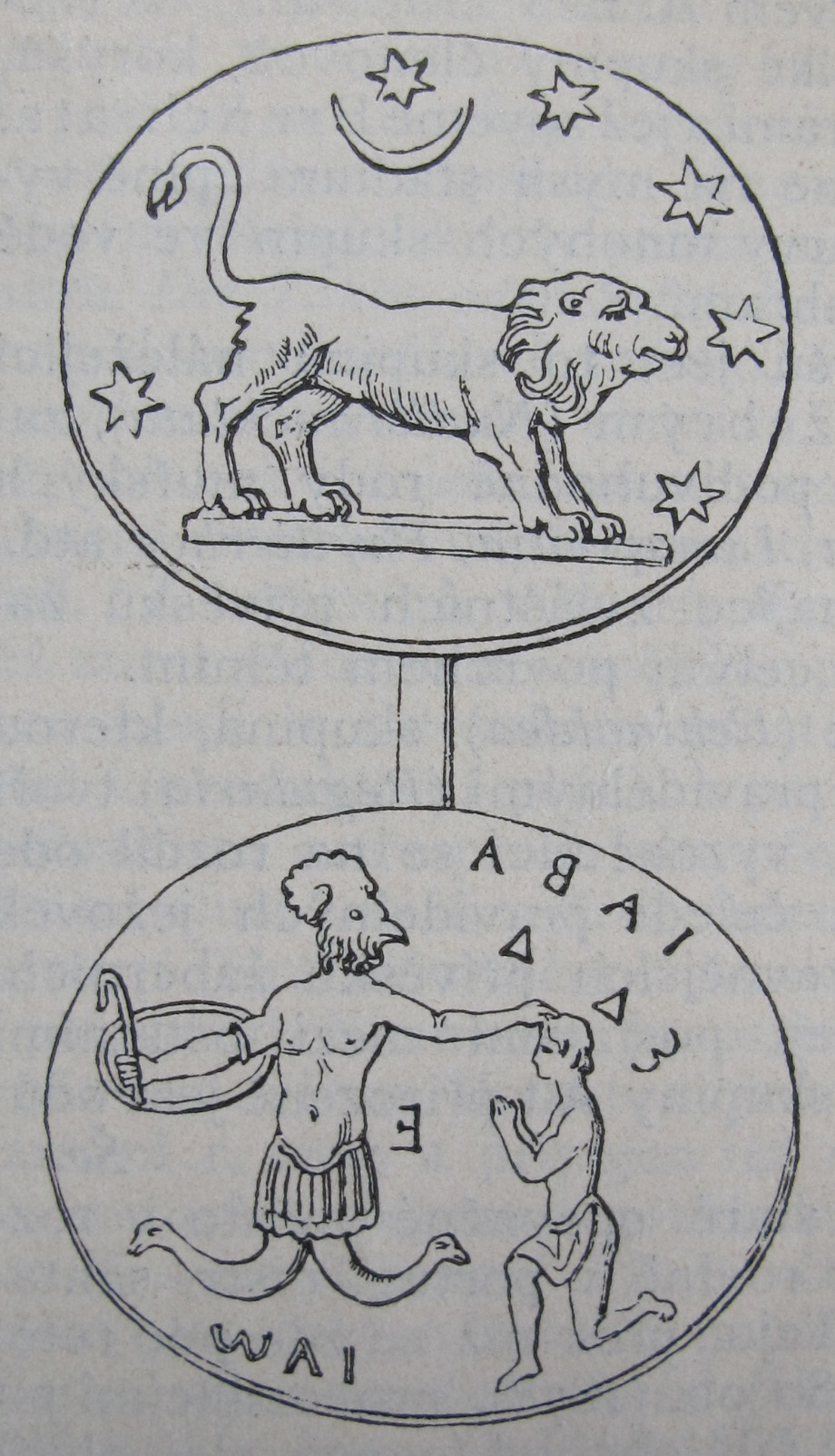
Obrázek č. 024 v Ottově slovníku naučném

Církevní otec Epifanios, zřejmě částečně ovlivněn Irenejem, který dříve vycházel z nedochované sbírky Hyppolita, představuje Abraxa jako nejvyšší sílu a prvotní princip, který byl příčinou všeho. 
Anonymní autor dodatku k Tertullianovi rovněž vychází z Hippolytovy sbírky a doplňuje ho o několik podrobností: Abraxas stvořil Mysl (nús), první ze zástupu primárních sil zmiňovaných Irenejem i Epifaniem. Hmotný svět, stejně jako 365 nebes, měl být stvořen na počest Abraxase, a byl to také právě on, který na něj později vyslal Krista v podobě Ježíše. 
Kristovým údělem bylo podle gnostiků vysvobození božské podstaty člověka. Oproti křesťanské církevní verzi příběhu nebyl Ježíš ukřižován, ale místo něj se na kříži octl Šimon z Kyrény. Kristus se vrátil zpět k Bohu Otci.
Ve Svaté knize Velkého neviditelného ducha neboli Evangeliu Egypťanů, které patří ke gnostickým rukopisům z Nag Hammádí a tudíž je možné jej pokládat za primární zdroj, je postavení Abraxa vylíčeno poněkud nejednoznačně, vystupuje zde jako jeden z aionů pleromy vedle Sophie (Sophia čili moudrost) a dalšími.

### Etymologie
Někteří vidí původ jména v kopštině 1. století n. l., v níž by mohlo znamenat „svaté slovo“ či „svaté jméno“. Valentinus, nazývaný „nejhlubším učencem gnoze“, vykládal jméno velkého gnostického božstva Abraxas jako složeninu ze slov Ab nebo Af („budiž“) + rax nebo rak („uctíváno“) + sas nebo sax, pův. ze sadži („jméno“). Kurt Rudolph, světově uznávaný odborník na gnózi, však uvádí, že se původně jednalo o „tajemný opis jména židovského boha Jahveho, psaného čtyřmi (hebrejsky: arba = abra) souhláskami (tetragram)."

### V démonologii a okultismu

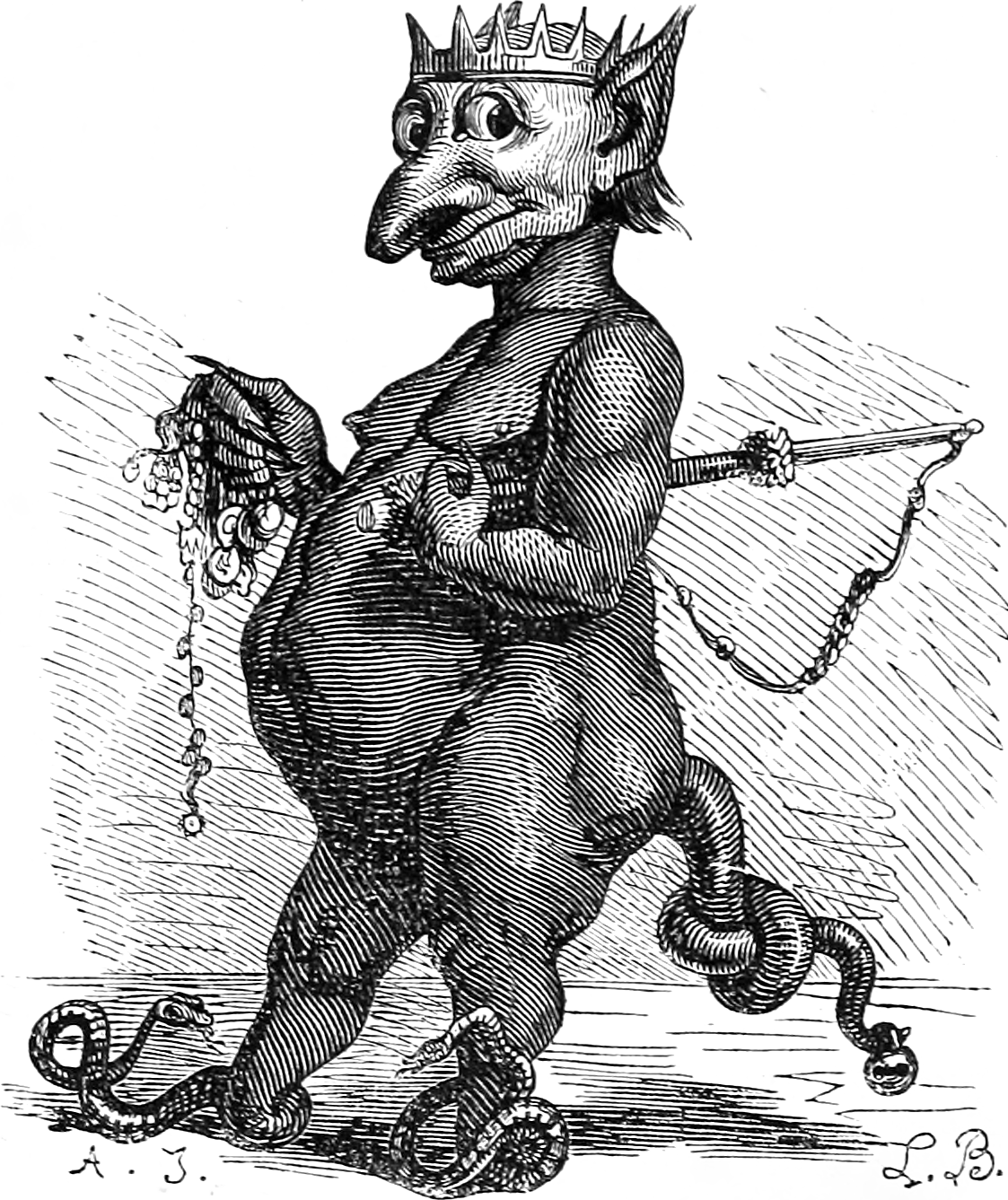
Abraxas jako démon v Dictionnaire Infernal, 1863

V novověku byl katolickou církví zařazen do pozice pohanského boha starověku a rovněž démona. Podobně novověcí západní okultisté ho zařazovali jako démona do svých grimoárů pojednávajících o čarodějnictví a černé magii. Proto je také v současnosti někdy mylně spojován se satanismem.

## Výskyt
Vyskytuje se:

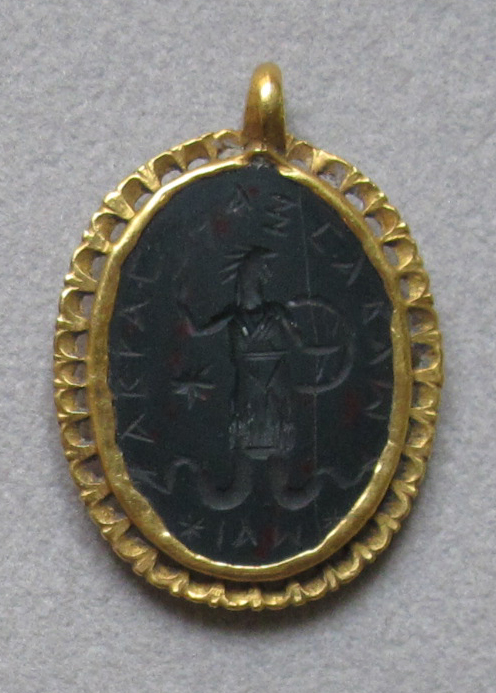
Starověký římský amulet s gemou Abraxa

- během 1. století n. l. se symbol Abraxas hojně vyskytoval ve formě kamenných magických amuletů a pečetí (postava s lidským tělem, kohoutí hlavou a hady místo nohou),
- v gnostickém spise zvaném „Svatá knize velkého neviditelného Ducha“ neboli Evangeliu Egypťanů,
- v egyptských a helénistických magických papyrech, kde je jako jméno užíváno k zaklínání spolu s dalšími jmény židovského boha,
- ve spise „Požehnaný Eugnóstos“, dalšího textu z Nag Hammádí, který by mohl do určté míry reflektovat Basileidovu kosmologii,
- ve 13. století byl motiv Abraxa používán templáři na jejich pečetích. Zpodobňován byl na nich spolu s latinským nápisem „TEMPLI SECRETUM“, řádovým křížem a řeckými písmeny Ι Α Ω odkazujících ke Kristu. Latinský nápis mohl naznačovat řádové tajemství a užíván pro přísně tajné dokumenty. Jednu takovou pečeť vlastnil francouzský mistr André de Colours.

## Magická symbolika

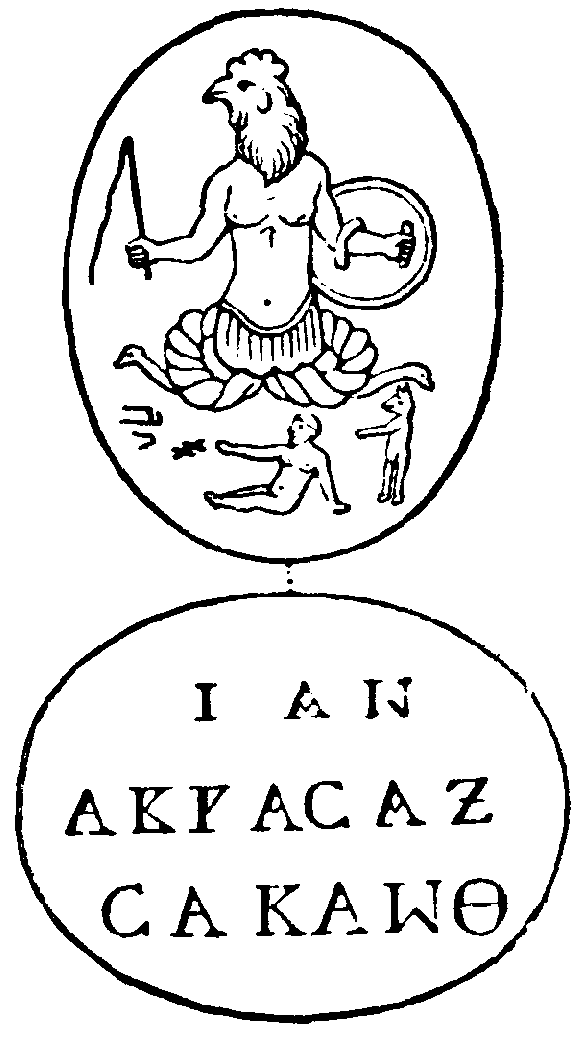
Náčrt gemy, na opačné straně jsou řecky psaná jména „Iao“, „Abrasax“ a „Sabaoth“

Na četných řeckých i římských gemách z pozdního starověku je bytost tohoto jména zobrazována s trupem člověka, hlavou kohouta (symbol fronésis, prozíravosti), nohama v podobě hadů Loga (slova) a Núse (rozumu), držící štít (symbol sofie, moudrosti) a bič (symbol dynamis, síly/potence).

## Galerie
Na výtiscích od Bernarda de Montfaucona z L'antiquité expliquée et représentée en figures:
- výtisk 144
- výtisk 145
- výtisk 146
- výtisk 147
- výtisk 148
- výtisk 149